# Crawford (Maine)
Crawford – miasto w Stanach Zjednoczonych, w stanie Maine, w hrabstwie Washington.